# Fulcinia uxor
Fulcinia uxor är en bönsyrseart som beskrevs av Werner 1928. Fulcinia uxor ingår i släktet Fulcinia och familjen Iridopterygidae. Inga underarter finns listade i Catalogue of Life.